# 奇跡のリンゴ
『奇跡のリンゴ』（きせきのリンゴ）は、2013年制作の日本映画。
絶対に不可能と言われた無農薬リンゴの栽培に成功し、“奇跡のリンゴ”として大きな話題を集めた青森のリンゴ農家・木村秋則の実話の映画化。
2013年5月25日、イタリア・フィレンツェで開催されたフィレンツェ映画祭で、同映画祭唯一の賞である観客賞を受賞した。
TOHOシネマズ日劇他全国305スクリーンで公開され、2013年6月8、9日の初日2日間で興収1億2,605万700円、動員10万7,368人になり、映画観客動員ランキング（興行通信社調べ）で初登場第3位となった。またぴあ調査による2013年6月8日公開映画の満足度ランキングでは1位を獲得した。2014年1月発表の興行収入成績は10.2億円。

## あらすじ
1970年代の青森県中津軽郡岩木町（現・弘前市）。三上秋則はリンゴ農家・木村家の一人娘・美栄子と結婚して木村家に婿養子入り、サラリーマンを辞め、美栄子と共にリンゴ栽培にいそしんでいたが、ある日、美栄子の体に異変が生じる。美栄子の体は年に十数回もリンゴの樹に散布する農薬に蝕まれていたのだ。
秋則は美栄子のために無農薬によるリンゴ栽培を決意するが、それは当時、絶対に不可能な栽培方法と言われていた。秋則は美栄子の父・征治の支援を受けて無農薬栽培に挑戦するが、案の定、何度も失敗を重ね、借金ばかりが膨らんでいく。次第に周囲の農家からも孤立していき、妻や娘たちにも苦労をかけてしまう。
10年の歳月がたっても成果が実ることはなく、窮地に追い込まれた秋則はついに自殺を決意、1人で岩木山に向かう。すると、彼はそこで自生した1本のくるみの樹を発見、樹木は枯れることなく、また害虫も発生していなかった。秋則はその樹を見て、これはリンゴの木でも同じことが考えられるのではないかと思う。これが奇跡の大逆転の糸口となる。

## キャスト
- 木村秋則：阿部サダヲ（高校生期：森永悠希）
- 木村美栄子：菅野美穂（高校生期：飯村未侑）
- もっちゃん：池内博之
- 組合支部長・深津：笹野高史
- 三上幸造：伊武雅刀
- 木村雛子：畠山紬（幼少期：小西舞優）
- 木村咲：渡邉空美
- 木村菜ツ子：小泉颯野
- 三上葺子：原田美枝子
- 木村征治：山﨑努
- 河瀬：ベンガル
- 河瀬フミ江：重田千穂子
- 河瀬銀作：少路勇介
- 三上秀夫：宮本大誠
- 銀行支店長・田村：本田博太郎
- 税務署職員・西村：野間口徹
- 組合農家・重森：鈴木正幸
- 上野駅の駅員：中村有志

## スタッフ
- 監督：中村義洋
- 脚本：吉田実似、中村義洋
- 原作：石川拓治『奇跡のリンゴ 「絶対不可能」を覆した農家・木村秋則の記録』より（幻冬舎刊）
- 製作：市川南、小林昭夫、見城徹、髙橋誠、遠藤真郷、松田陽三、川邉健太郎
- プロデューサー：臼井央
- 共同プロデューサー：藤巻直哉、松本整
- エグゼクティブ・プロデューサー：山内章弘
- 音楽：久石譲
- 撮影：伊藤俊介
- 編集：松竹俊郎
- 製作プロダクション：東宝映画
- 配給：東宝
- 製作：「奇跡のリンゴ」製作委員会（東宝、博報堂DYメディアパートナーズ、幻冬舎、KDDI、ジェイアール東日本企画、読売新聞社、Yahoo! JAPANグループ）